# Modèle XY
Pour les articles homonymes, voir XY.
Le modèle XY ou modèle planaire est un modèle étudié en mécanique statistique.
Il décrit un système dont les degrés de liberté sont des vecteurs bidimensionnels {\displaystyle \mathbf {S} _{i}}
de norme unité placés aux nœuds d'un réseau. Ces vecteurs peuvent être représentés
au moyen d'une variable angulaire {\displaystyle \phi _{i}} sous la forme: {\displaystyle \mathbf {S} _{i}=(\cos \phi _{i},\sin \phi _{i})}. En termes de la variable angulaire le hamiltonien du modèle XY a une forme particulièrement simple:
{\displaystyle H=-J\sum _{\langle i,j\rangle }cos(\phi _{i}-\phi _{j}),}
où {\displaystyle \langle i,j\rangle } indique que la somme est restreinte aux sites plus
proches voisins. Ce modèle possède évidemment une symétrie globale {\displaystyle SO(2)\equiv U(1)}.
Pour {\displaystyle J>0}, le modèle XY est dit ferromagnétique. Son état de plus basse énergie est tel que {\displaystyle \phi _{i}=\phi ,\forall i}. Pour {\displaystyle J<0}, le modèle est dit antiferromagnétique. Sur un réseau biparti, le modèle antiferromagnétique se ramène au modèle ferromagnétique. Sur un réseau non-biparti comme le réseau triangulaire, le modèle antiferromagnétique est dit frustré : il n'est pas possible de trouver un état qui minimise les interactions pour toutes les paires de sites premier voisins. L'étude des modèles XY frustrés doit se faire au cas par cas, l'état de plus basse énergie dépendant du réseau particulier considéré. Dans la suite de cet article, nous ne discutons que le cas ferromagnétique.
Dans le modèle XY en dimension 3, il existe une transition de phase entre une phase
de basse température où {\displaystyle \langle \mathbf {S} _{i}\rangle \neq \mathbf {0} } et la
symétrie globale {\displaystyle U(1)} est brisée, et une phase de haute température où
{\displaystyle \langle \mathbf {S} _{i}\rangle =\mathbf {0} } et la
symétrie globale {\displaystyle U(1)} est rétablie. {\displaystyle \langle \mathbf {S} _{i}\rangle }
est en fait le paramètre d'ordre de cette transition de phase. Cette transition de phase
est une transition du second ordre. La transition de phase du modèle XY décrit le point
de Curie des systèmes ferromagnétiques avec une anisotropie plan facile. Comme la symétrie
brisée dans le modèle XY ({\displaystyle U(1)}) est la même que dans la transition superfluide-normal
de l'Hélium 4 et dans la transition supraconducteur-métal normal, ces deux transitions de phase
sont dans la classe d'universalité du modèle XY et partagent donc les mêmes exposants critiques.
Il faut toutefois noter que pour les supraconducteurs conventionnels, la région dans laquelle
les exposants critiques du modèle XY sont observables (donnée par le critère de Ginzburg) est extrêmement étroite. Il en résulte que seuls les exposants donnés par la théorie de champ moyen
sont observables dans ces systèmes. Dans le cas des supraconducteurs à haute température,
la situation est plus favorable et des expériences ont mis en évidence les exposants critiques
du modèle XY.
En dimension 2, la situation est plus complexe. Tout d'abord, le théorème de Mermin-Wagner
dit qu'il est impossible en dimension 2 de briser une symétrie continue telle que {\displaystyle U(1)}.
Donc, le modèle XY a {\displaystyle \mathbf {S} _{i}=\mathbf {0} } à toute température. Néanmoins, les calculs de série haute température indiquent que ce modèle doit cependant posséder
une transition de phase en dessous d'une certaine température. Cette transition est appelée transition Berezinski-Kosterlitz-Thouless du nom des théoriciens qui ont élucidé son mécanisme. Cette transition se caractérise par un changement du comportement des fonctions
de corrélation qui passent d'une décroissance algébrique à basse température (on parle de
quasi-ordre à longue distance) à une décroissance exponentielle au-dessus d'une température {\displaystyle T_{BKT}}. A la transition, l'énergie libre et ses dérivées sont de classe {\displaystyle C^{\infty }} mais ne sont pas analytiques.